# Campionati europei di beach volley 2018
Il Campionato europeo di beach volley 2018 si è svolto dal 15 al 22 luglio 2018 a L'Aja nei Paesi Bassi.

## Podi

### Uomini
| Evento                     | Oro                                 | Argento                                     | Bronzo                             |
| Torneo maschile (dettagli) | Norvegia Anders Mol Christian Sørum | Lettonia Jānis Šmēdiņš Aleksandrs Samoilovs | Spagna Pablo Herrera Adrián Gavira |

### Donne
| Evento                      | Oro                                         | Argento                               | Bronzo                                       |
| Torneo femminile (dettagli) | Paesi Bassi Sanne Keizer Madelein Meppelink | Svizzera Nina Betschart Tanja Hüberli | Rep. Ceca Barbora Hermannová Markéta Sluková |

## Medagliere
| Posizione | Nazione     | Oro | Argento | Bronzo | Totale |
| --------- | ----------- | --- | ------- | ------ | ------ |
| 1         | Norvegia    | 1   | 0       | 0      | 1      |
| 1         | Paesi Bassi | 1   | 0       | 0      | 1      |
| 3         | Lettonia    | 0   | 1       | 0      | 1      |
| 3         | Svizzera    | 0   | 1       | 0      | 1      |
| 5         | Spagna      | 0   | 0       | 1      | 1      |
| 5         | Rep. Ceca   | 0   | 0       | 1      | 1      |
| Totale    | Totale      | 2   | 2       | 2      | 6      |